# 短筒水锦树
短筒水锦树（学名：Wendlandia brevituba），为茜草科水锦树属下的一个种。